# Wolfram Schädler
Wolfram Schädler (* 30. Dezember 1947 in Heide (Holstein)) ist ein deutscher Rechtsanwalt und ehemaliger Bundesanwalt beim Bundesgerichtshof.

## Leben
Schädler studierte an den Universitäten in Frankfurt am Main und Marburg im Fach Rechtswissenschaften. Die erste juristische Staatsprüfung 1973 musste er wiederholen, die zweite legte er 1977 ab. 1980 wurde er an der Universität Marburg promoviert. Nach dem Rechtsreferendariat im OLG-Bezirk Frankfurt trat er 1978 bei der Staatsanwaltschaft in Hanau den Justizdienst im Land Hessen an und wurde dort 1981 zum Staatsanwalt ernannt.
Von 1982 bis 2003 arbeitete Schädler im Hessischen Ministerium der Justiz (HMdJ) in Wiesbaden und wurde dort 1986 zum Oberstaatsanwalt, 1991 zum Leitenden Ministerialrat und 1994 zum Leitenden Oberstaatsanwalt ernannt.
Im HMdJ wirkte Schädler von 1982 bis 1990 als Referent für Strafvollstreckung, Bewährungshilfe und Opferschutz und war in diesem Rahmen für verschiedene kriminalpolitische Projekte des hessischen Justizministeriums zuständig: Gemeinnützige Arbeit statt Ersatzfreiheitsstrafe, Einrichtung der bundesweit ersten Beratungsstelle für Opfer von Straftaten (Hanauer Hilfe, 1984), Einrichtung des bundesweit ersten betreuten Zeugenwartezimmers am Limburger Gericht (1985) sowie elektronische Fußfessel als Bewährungsweisung und Alternative zur Untersuchungshaft.
Von 1990 bis 1995 war Schädler Leiter des Ministerbüros im Hessischen Ministerium der Justiz. Zwischen 1995 und 2003 wirkte er in der strafrechtlichen Abteilung des HMdJ als Referatsgruppenleiter und wurde ab 2002 als stellvertretender Leiter dieser Abteilung ernannt.
Von 2003 bis 2013 wirkte er bei der Generalbundesanwaltschaft (GBA) beim Bundesgerichtshof (BGH) in Karlsruhe und wurde dort 2004 zum Bundesanwalt beim BGH ernannt. Als Bundesanwalt war er für Revisionen in Strafsachen zuständig und arbeitete dabei dem 1., 3. und 4. Strafsenat des BGH zu.
Als Bundesanwalt vertrat er für die Bundesanwaltschaft u. a. bundesweit spektakuläre Verfahren im Bereich der Tötungsdelikte, wie im Fall Harry Wörz oder im Fall des Bäckers von Siegelsbach; bei den Wirtschaftsstrafsachen stach der sog. Wildmoser-Prozess hervor, bei dem es um Korruptionsvorwürfe beim Bau der Münchner Allianz-Arena ging.
Schädler hat an dem Karlsruher Kommentar zur Strafprozessordnung mitgearbeitet und hier vor allem zum Thema Europäische Menschenrechtskonvention.
Am 31. Januar 2013 ging Schädler bei der Bundesanwaltschaft in den Ruhestand und arbeitet seitdem in Wiesbaden als Rechtsanwalt, vornehmlich in den Bereichen Nebenklage, Opferanwalt und Revisionen. Bei den von ihm betreuten Verfahren erhielt der Fall Möhlmann in den Medien große Aufmerksamkeit.

## Veröffentlichungen (Auswahl)
- Hans-Jörg Albrecht und Wolfram Schädler (Hrsg.): Community Service: Gemeinnützige Arbeit. Kriminologische Forschungsberichte aus dem MPI für ausländisches und internationales Strafrecht, Bd. 25, MPI Freiburg 1986, ISBN 978-3-922498-28-5.
- Karl-Heinz Groß und Wolfram Schädler (Hrsg.): Kriminalpolitischer Bericht für den Hessischen Minister der Justiz vom Dezember 1989. HMdJ Wiesbaden 1990.
- Wolfram Schädler, Michael Baurmann und Ulrich O. Sievering (Hrsg.): Hilfe für Kriminalitätsopfer als internationale Bewegung. Ein Vergleich mit den Niederlanden und den USA. Beiträge aus einer Tagung der Evangelischen Akademie Arnoldshain. Schriftenreihe der Bewährungshilfe e. V. Bd. 19, Forum Verlag Godesberg Bonn, 1990, ISBN 3-927066-33-8.
- Michael C. Baurmann und Wolfram Schädler: Opferbedürfnisse und Opfererwartungen. In: Bundeskriminalamt (Hrsg.): Das Opfer und die Kriminalitätsbekämpfung. BKA-Arbeitstagung 1995. BKA Wiesbaden 1996, ISSN 0174-5433.
- Michael C. Baurmann und Wolfram Schädler: Das Opfer nach der Straftat – seine Erwartungen und Perspektiven. Mit weiteren Beiträgen von Margarete Mitscherlich sowie Rolf Guntermann und Inge Möbus. BKA-Forschungsreihe Bd. 22. 2. Auflage, BKA Wiesbaden 1999, ISSN 0174-5433.
- Mitarbeit am Karlsruher Kommentar zur Strafprozessordnung. 7., neu bearbeitete Auflage, Beck, München 2013, ISBN 978-3-406-69511-7.
- Wolfram Schädler: Opferschutz in der deutschen straf- und prozessrechtlichen Gesetzgebung und dessen Umsetzung in die Judikatur. In: Stephan Barton und Ralf Kölbel (Hrsg.): Ambivalenzen der Opferzuwendung des Strafrechts. Zwischenbilanz nach einem Vierteljahrhundert opferorientierter Strafrechtspolitik in Deutschland. Nomos Verlagsgesellschaft Baden-Baden, 2012, ISBN 978-3-8329-7567-8.
- Servicebüro für Täter-Opfer-Ausgleich und Konfliktschlichtung (Hrsg.): Europäische Vorgaben zum Opferschutz – Unterstützung oder Hemmschuh für Restorative Justice? Tagungsdokumentation des 15. Forums für Täter-Opfer-Ausgleich 2014 in Trier. Kindle Edition, 2014, ISBN 978-3-924570-37-8.
- Wolfram Schädler: Veränderungen der Armenpflege in Deutschland durch die Aufklärung unter besonderer Berücksichtigung der Entwicklung in der Landgrafschaft Hessen-Kassel, Marburg, Univ., Fachbereich Rechtswiss., Diss., 1980. (DNB IDN 801301521). Abgerufen am 24. Mai 2023.